# روزماري أوبير
روزماري أوبير (بالإنجليزية: Rosemary Aubert)‏ (4 مايو 1946، نياجارا فولز في الولايات المتحدة)؛ روائية كندية.